# Heliconius aerotome
Heliconius aerotome är en fjärilsart som beskrevs av Felder 1862. Heliconius aerotome ingår i släktet Heliconius och familjen praktfjärilar. Inga underarter finns listade i Catalogue of Life.